# Posadov (Mezilečí)
Posadov (niem. Passadorf) – dzielnica czeskiej gminy Mezilečí w powiecie Náchod.

## Geografia i przyroda

### Położenie
Miejscowość leży na granicy powiatów Náchod i Trutnov w jednobrzmiącej gminie katastralnej.
Teren ten jest jednym z ostatnich południowych odnóg wyżyny Podkrkonošská pahorkatina, które są najbardziej widoczne w pobliżu wsi, przede wszystkim w okolicy lasu Barchoviny.
Północna granica Posadova składa się z lasu Barchoviny, który sięga gminy Libňatov. We wschodnim sąsiedztwie znajduje się Křižanov, na zachodzie oraz na południu leży gmina Mezilečí.
Współrzędne geograficzne Posadova wynoszą: 50° 27’ 29.83’’ długości geograficznej wschodniej oraz 15° 59’ 22.59’’ szerokości geograficznej północnej.

### Powierzchnia
Powierzchnia całego obszaru katastralnego Posadov wynosi 81,0979 ha.

### Hydrologia
Miejscowość leży w dorzeczu Úpy. Najważniejszym ciekiem jest Válovický potok, który płynie na zachodzie Posadova.

### Geomorfologia i geologia
Teren wsi znajduje się w południowej części Wyżyny Podkarkonoskiej. Geomorfologicznie leży na południowym wschodzie Podgórza Karkonoskiego, lub raczej jego części zwanej Kocléřovský hřbet, a od północnego zachodu w kierunku zachodnim ciągnie się jej częściowy grzbiet zwany Hořičský hřbet, którego najwyższy szczyt, Liščí hora (609 m n.p.m.), jest położony w pobliżu gminy Hajnice. Podobnie i inne szczyty tego przedziału pomiędzy pofałdowanym rejonem Podkarkonosza i płaską Płytą Czeską – Kopna (582 m n.p.m.) i Smiřická stráň (569 m n.p.m.) – znajdują się poza terenem wsi.
Równinne centrum wsi przebiega we wszystkich kierunkach w krajobraz bardzo pofałdowany, którego powierzchnia znajduje się na wysokości do 515 m n.p.m. (na południu w Barchovinach).
Gmina katastralna Posadov należy geologicznie do Česká křídová pánev, co oznacza, że jest częścią Masywu Czeskiego. Większość wsi, w sensie chronostratygraficznym, należy do późnej kredy, a dokładniej do dolnego oraz środkowego turonu. Dlatego tutaj można znaleźć głównie piaszczyste margle oraz spongiolity. W kierunku północnym przeważają iłowce cenomańskie.

## Demografia

### Liczba ludności
| Rok             | 1843 | 1869 | 1880 | 1890 | 1900 | 1910 | 1921 | 1930 | 1950 | 1961 | 1970 | 1980 | 1991 | 2001 |
| --------------- | ---- | ---- | ---- | ---- | ---- | ---- | ---- | ---- | ---- | ---- | ---- | ---- | ---- | ---- |
| Liczba ludności | 95   | 87   | 99   | 96   | 81   | 77   | 62   | 49   | 51   | 39   | 33   | 27   | 23   | 20   |

Źródło: Czeski Urząd Statystyczny

### Liczba domów
| Rok          | 1843 | 1869 | 1880 | 1890 | 1900 | 1910 | 1921 | 1930 | 1950 | 1961 | 1970 | 1980 | 1991 | 2001 |
| ------------ | ---- | ---- | ---- | ---- | ---- | ---- | ---- | ---- | ---- | ---- | ---- | ---- | ---- | ---- |
| Liczba domów | 18   | 20   | 20   | 19   | 19   | 19   | 19   | 19   | 18   | -    | 13   | 10   | 17   | 16   |

Źródło: Czeski Urząd Statystyczny

## Historia
Pierwsza pisemna wzmianka o Posadowie pochodzi z 1367 r. 25 lipca 1367 r. mianowicie Nevlas ze Skalicy przekazał wieś Posadov wraz z oprocentowaniem 3 kop 2 ½ groszy praskich na utrzymanie kapelana przy świątyni Św. Bartłomieja w Zálesí.

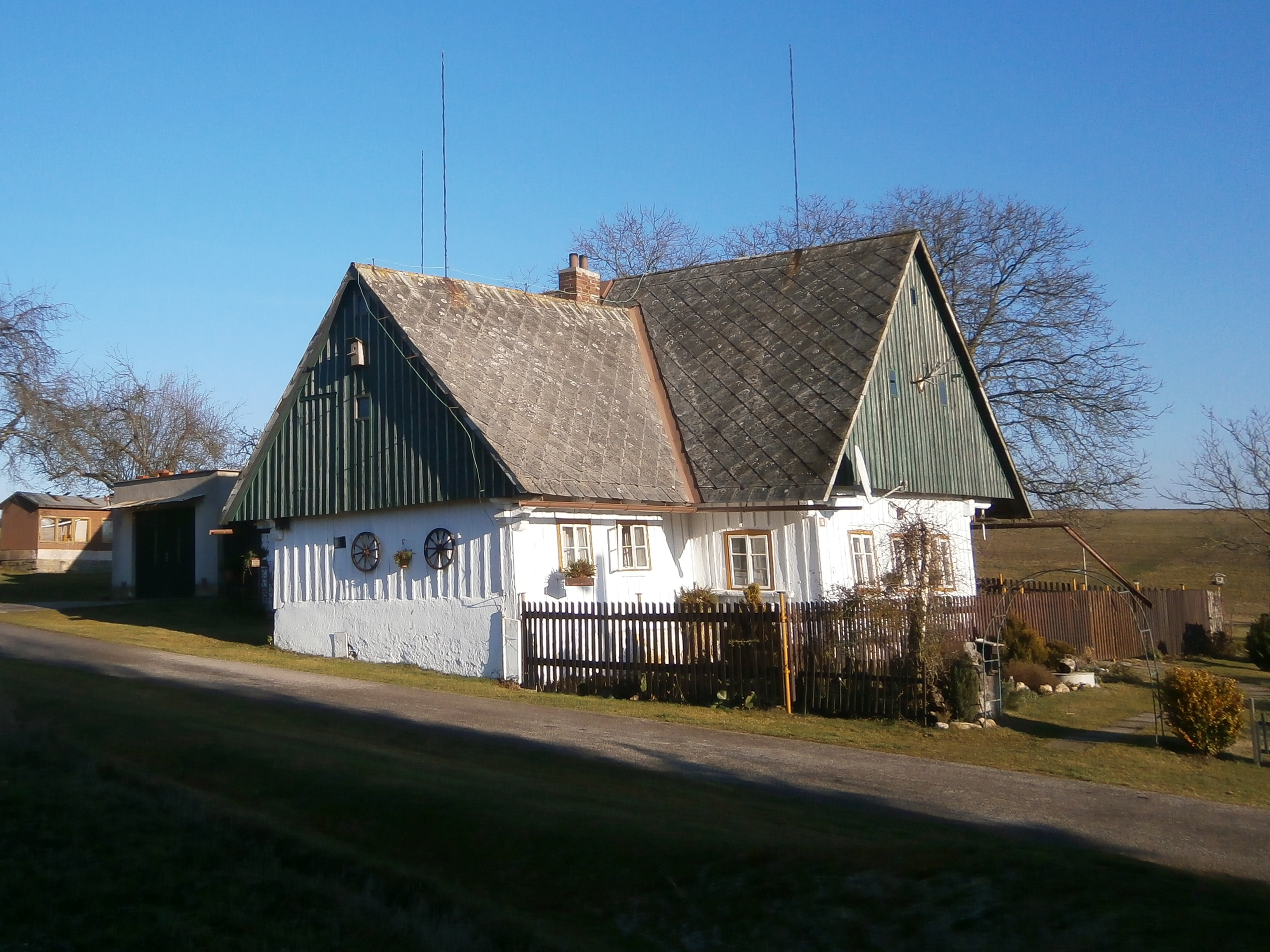
Dom nr 15

Nazwa Posadov pochodzi od niemieckiego Passadorf. Nazwali go tak jezuici z Starego Miasta Praskiego, w których własności były wsi Posadov oraz Vestec (wtedy jeszcze pod nazwą Vesce) do września 1660 r., kiedy posiadłości te kupili jezuici z Hradca Králové za 3 500 złotych.
W 1684 r. kupili obie wsie jezuici z Žircza za 10 000 złotych i w ich majątku Posadov pozostał do 1773 r., kiedy został Zakon Towarzystwa Jezusowego zniesiony.
W XIX w. istnieli w Posadowie 3 kupcy oraz 1 karczmarz, który był właścicielem pierwotnie jezuickiej karczmy. Głównym środkiem utrzymania miejscowych ludzi, którzy byli w większości bardzo biedni, było rolnictwo oraz tkactwo. Obok tego został znanym w całej okolicy również kataryniarz Effler.
Jezuici także przenieśli do pierwotnie czeskiego Posadowa 19 rodzin niemieckich, dla których miała być w kościele w Hořičkach 4 razy w roku obchodzona msza niemiecka i tradycja ta trwała jeszcze w 1945 r., chociaż rodziny niemieckie dawno mówiły już po czesku.
Wieś została znaną dzięki miejscowemu pszczelarstwu, np. 22 maja 1910 r. odwiedził nowo utworzony Związek Pszczelarski w Úpici miejscowego pszczelarza Efflera jako bogate źródło inspiracji dla swoich członków zaczynających. Z miastem Úpice został Posadov związany jeszcze tym, że miejscowa trafika została w 1922 r. przydzielona pod Główny Magazyn Tytoniowy w Úpici.
W 1928 r. w ramach reformy rolnej kupiło miasto Jaroměř miejscowe nadleśnictwo. W latach 30. XX w. zostały w miejscowych lasach znalezione źródła wody dla Grupowego Wodociągu Úpskiego. Posadov był wtedy oddzielnym członkiem komitetu organizacyjnego tego wodociągu i w 1935 r. wraz z Křižanowem oraz Mezilečím żądał Urząd Ziemi Czeskiej w Pradze o zbadanie wydajności źródła Kamenná Leč u Mezilečí przez inżyniera Lébla.
Ponadto przyszedł okres obu wojen światowych, który przyniósł ogólny brak wszystkiego oraz straty miejscowej ludności, np. 24 października 1917 padł w boju Karel Lukáš. Kolejne cierpienie przyniósł reżim komunistyczny.
W latach 50. XX w. było wielu rolników zmuszanych do rezygnacji ze swego majątku i do człońkowstwa w JZD Mezilečí oraz Hořičky, które w 1953 r. zostało zjednoczoną spółdzielnią rolniczą trzeciego typu. W maju 1958 r. została ponadto utworzona spółdzielnia rolnicza w sąsiednim Křižanowie, gdzie również pracowali mieszkańcy Posadova.
Aż do 1961 roku był Posadov częścią Horziczek. Następnie został częścią gminy Mezilečí. W 1985 r., wraz z Mezilečím, został dołączony do Horziczek i z 1990 r. jest ponownie częścią nowo utworzonej gminy Mezilečí.

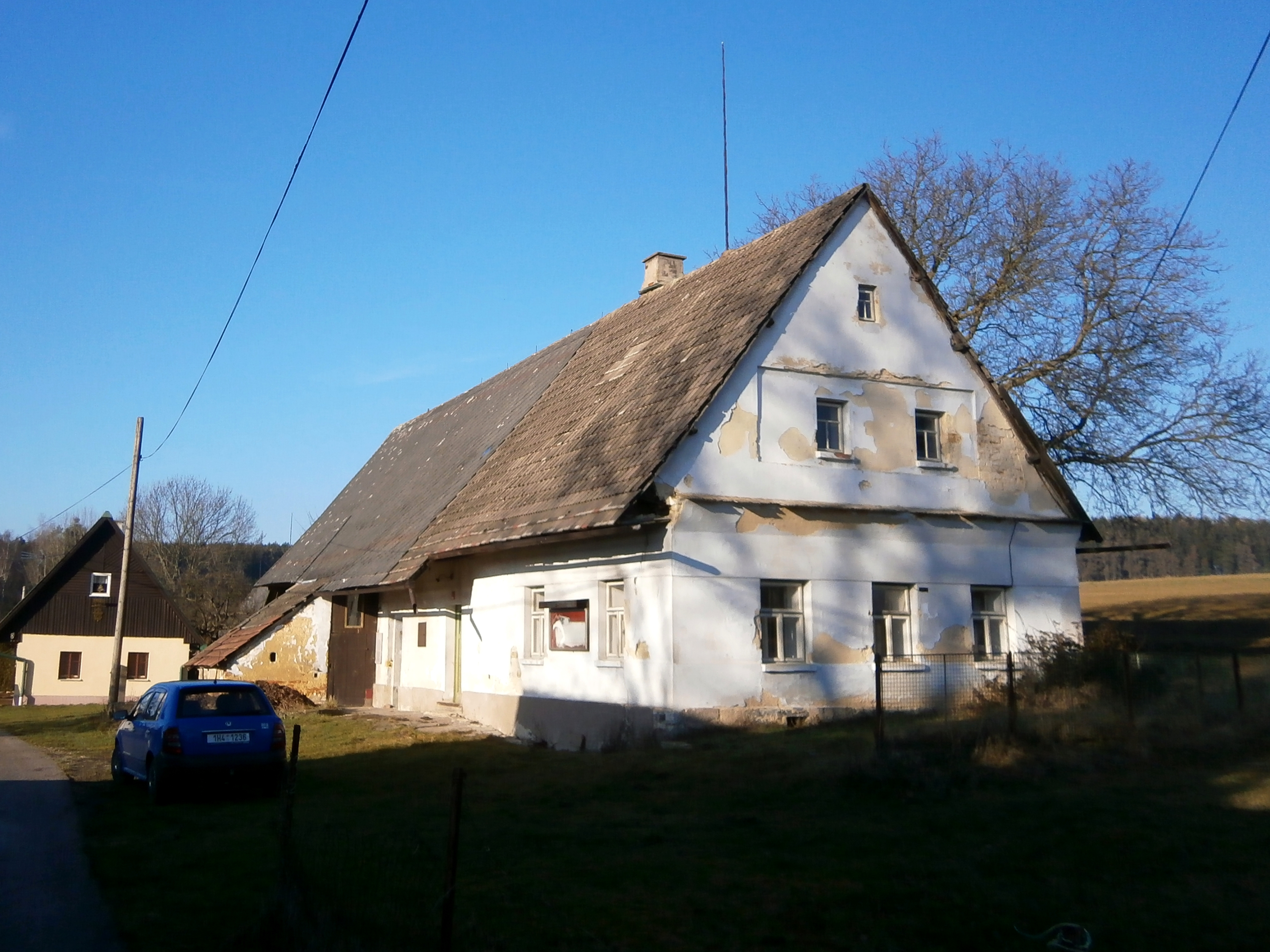
Dom nr 7

## Zabytki
- Krzyż żelazny na kamiennym postumencie przy przystanku autobusowym z końca XIX w.
- Krzyż kamienny przy domu nr 5 z 1887 r.[15]